# Erich Mönch
Erich Mönch (* 10. Juli 1905 in Rötenbach bei Calw; † 26. Mai 1977 in Unterjesingen bei Tübingen)
Mönch lehrte über 20 Jahre an der Staatlichen Akademie der Bildenden Künste Stuttgart, war eine wichtige Persönlichkeit der Tübinger Kunstszene nach dem Zweiten Weltkrieg und wurde nach seiner Pensionierung Ehrenmitglied der Akademie Stuttgart. Er erhielt 1970 anlässlich seiner Pensionierung für seine Verdienste um die Weiterentwicklung der Lithografie das Bundesverdienstkreuz. Er gab auch der deutschen Pfadfinderbewegung wesentliche Impulse.

## Leben
Erich Mönch wurde am 10. Juli 1905 in Rötenbach bei Calw im Schwarzwald geboren, wo sein Vater Lehrer war. Von ihm, der gleichzeitig Beauftragter des Denkmalschutzes war, übernahm er die Liebe und das Interesse an Bodenfunden und alten Geräten. Im Jahre 1917 zog die Familie wegen Versetzung des Vaters nach Unterjesingen bei Tübingen um. Erich Mönch besuchte die Oberrealschule (das heutige Kepler-Gymnasium) in Tübingen. Später zog es ihn als talentierten Zeichner zur Lithografie, für die er sich durch eine Lehre von 1920 bis 1923 bei Staehle und Friedel in Stuttgart das nötige Grundwissen aneignete. Anschließend arbeitete er beim Kunstmaler Lambrecht, bevor er 1924 seine Ausbildung auf der damaligen Kunstgewerbeschule fortsetzte. Mit seinem Lehrer, Professor Friedrich Hermann Ernst Schneidler, verband ihn auch später noch eine herzliche Freundschaft. In seiner Klasse befreundete er sich mit HAP Grieshaber, Eberhard Koebel (tusk) und Fritz Stelzer (pauli), die beiden letzteren kamen wie er aus der Jugendbewegung. Nach abgelegtem Examen betrieb er zunächst mit HAP Grieshaber das graphische Atelier „Igel“, zeichnete und illustrierte für verschiedene Verlage und bekam dann in Berlin eine feste Anstellung.
Ab 1920 gab er für den Metallarbeiterverband eine Jungarbeiterschrift heraus, die er auch illustrierte. Ende 1931 wurde er Redakteur der Fachzeitschrift „Metallarbeiterjugend“ innerhalb der Gewerkschaft IG Metall in Berlin, die 1933 in die Deutsche Arbeitsfront (DAF) überführt wurde. Diese Tätigkeit übte er bis August 1939 zum Teil unter sehr schwierigen Verhältnissen aus. Erich Mönch wurde vorgeworfen, er würde nicht im Sinne der Zeitung „Völkischer Beobachter“ schreiben. Im Herbst 1938 wurde er in ein Umschulungslager nach Wünsdorf gebracht. Erst nachdem sich mehrere seiner Pfadfinderfreunde energisch für ihn eingesetzt hatten und in Wünsdorf vorstellig geworden waren, wurde er nach zwei Monaten entlassen. In der weiteren Entwicklung wurde seiner Redaktion langsam aber stetig das Druckpapier für seine Zeitung entzogen; das Blatt wurde immer dünner und so war es unausweichlich, dass die Zeitschrift eingestellt wurde. Er wurde daraufhin in die technische Abteilung der Deutschen Arbeitsfront versetzt.
Am 10. Mai 1939 heiratete er in Berlin Beate Kalinich, die Ehe blieb kinderlos. Zu Kriegsbeginn wurde Erich Mönch zuerst als Flaksoldat an den Westwall nach Holland und später zum Wehrkommando der Luftwaffe nach Berlin als Kartenzeichner versetzt. Das Paar wohnte in der Wilmersdorfer Straße am Mommseneck, Berlin-Charlottenburg, im vierten Stock. Als das Haus durch Bomben beschädigt wurde, verlegte er seinen Wohnsitz Ende Dezember 1944 nach Unterjesingen.
Nach kurzer Kriegsgefangenschaft kehrte er im August 1945 nach Unterjesingen zurück.

## Lehrtätigkeit
Zunächst arbeitete Erich Mönch als freischaffender Künstler, bekam aber im Jahre 1950 an der Staatlichen Akademie der Bildenden Künste Stuttgart eine Anstellung als Lehrer für Lithografie.
Er leitete Seminare an der Sommerakademie von Oskar Kokoschka. Studenten aus aller Welt wurden von ihm unterrichtet und er erhielt internationalen Ruf. Von November 1963 bis Februar 1964, sowie November und Dezember 1964 war er Gastdozent am berühmten Pratt Institute in New York, im November und Dezember 1965 lehrte er an der Oregon State University in Corvallis. Bei diesen drei USA-Aufenthalten unternahm er ausgedehnte Reisen ins Land, wovon viele Aquarelle, Zeichnungen und Lithografien Zeugnis ablegen und die er ausführlich in der Zeitschrift „Der Graue Reiter“ beschrieb. Mit Erich Krämer gründete er die Sommerakademie in Luxemburg, die ab 1976 nach Trier umzog. Dort konnte er aber aus Gesundheitsgründen nicht mehr unterrichten.
Im Laufe seiner Lehrtätigkeit entwickelte er immer neue Techniken, die Zeichnungen auf den Stein zu bringen, immer wieder überraschte er seine sowohl der freien und angewandten Kunst als auch der Fachrichtung Kunsterziehung angehörenden Studenten mit neuen Methoden. Wegen seiner umfassenden Fachkenntnisse galt er als Koryphäe der Lithografie. Die von ihm geleitete, sehr beengt untergebrachte Werkstatt war die am stärksten frequentierte an der Akademie. Es bestanden lange Wartelisten, und wer einen Arbeitsplatz in seinen auch während der Semesterferien durchgeführten Kursen erhielt, konnte sich glücklich schätzen.
In Willi Baumeister und Luitpold Domberger fand er geistesverwandte Partner. Zum Abschluss seiner zwanzigjährigen Tätigkeit an der Staatlichen Akademie der Bildenden Künste Stuttgart 1970 wurde ihm anlässlich seiner Pensionierung für seine Verdienste um die Lithografie das Bundesverdienstkreuz verliehen, und aus Anlass seines 70. Geburtstags ernannte ihn die Akademie 1975 noch zu ihrem Ehrenmitglied. Am 20. Oktober 1975, anlässlich der Eröffnung der vom damaligen Rektor Wolfgang Kermer kuratierten ersten Baumeister-Ausstellung an der Akademie, „Willi Baumeister: Lithographien und Radierungen, gedruckt von Erich Mönch“, hatte Erich Mönch seinen letzten Auftritt an der Hochschule und sprach vor zahlreichem Publikum über seine Zusammenarbeit mit Baumeister. „Für Willi Baumeister“, so Karl Diemer in den Stuttgarter Nachrichten (23. Oktober 1975), „war Erich Mönch […] der ‚beste Helfer‘, was er ihm 1953 auf einem prächtigen Probedruck der monumentalen Lithographie ‚Kreuzigung‘ auch bescheinigte. Für Mönch auf der anderen Seite war Baumeister der Prominenteste unter seinen vielen Schülern, ausgestattet mit allen Tugenden eines ernsthaft Lernenden. […]“

## Künstler

### Die Ellipse
Die Ellipse war eine Künstlergemeinschaft Tübinger und Reutlinger Bildhauer, Maler und Graphiker, die 1951 gegründet wurde und bis 1965 bestand. Sie ging aus der Notgemeinschaft Tübinger-Reutlinger Künstler hervor. Die Ellipse war Aktionsgemeinschaft, Diskussionsforum und gesellschaftlicher Zusammenschluss in einem. Zu den Künstlern der Gruppe zählen unter anderem Ugge Bärtle, Heiner Bauschert, Gerth und Valeska Biese, Günther und Elisabet Hildebrand, Karl Kürner, Karl Langenbacher, Erich Mönch, Hadwig Münzinger, Kurt Hafner, Barbara Lipps-Kant, Rosemarie Sack-Dyckerhoff und Fritz Springer.

### Künstlerbund Tübingen
Erich Mönch war Gründungsmitglied des auf Initiative des jungen, kunstbegeisterten AOK-Direktors Kurt Hafner, zusammen mit zehn Künstlern und dem Journalisten Wilfried Schäfer im November 1971 ins Leben gerufenen Künstlerbundes Tübingen, der eine der beständigsten Künstlervereinigungen in Deutschland ist. Sein Engagement und Kurt Hafners erfolgreiche Grafik-Editionen stehen am Beginn des besonderen Schwerpunktes Druckgrafik und des Druckzentrums. Nach einem Provisorium in Räumen der Kunsthalle Tübingen, zog der Künstlerbund 1972 in die Altstadt und gründete das „Druckzentrum im Stiefelhof“.

### Schüler von Erich Mönch
- Hilde-Marie Achstetter, Lithografie
- Hermann Bierer, Lithografie
- Gerhard Walter Feuchter, Lithografie- und Radierkurse
- Gerhard Hezel, Lithografie
- Gernot Huber, Lithografie
- Peter Kalkhof, Lithografie
- Günther C. Kirchberger, Lithografie
- Wolfgang Werkmeister, Lithografie
- Jula Dech, Lithografie
- James Koga, Lithografie
- Margarete Luchting Paysan, Lithografie
- Harry Krug, Lithografie
- Ruth Eitle, Lithografie
- Gerhard Kilger, Lithografie

## Pfadfinder

### Bis 1945
Sein Werdegang in der deutschen Jugendbewegung: Erich Mönchs (Pfadfindername: Schnauz) kam schon in jungen Jahren, um 1921, mit der Jugendbewegung im Bund der Wehrtempler in Berührung. Sein Bruder Otto, im Zweiten Weltkrieg als Leutnant gefallen, führte dort eine Gruppe, der auch Schnauz angehörte. Diese Gruppe trat 1926 dem neu gegründeten Bund der Sturmtrupp-Pfadfinder, Deutsche Waldritterschaft bei. Geistiger Inspirator und Bundesfeldmeister war der Graphiker Dr. Helmut Hövetborn. Es gab keine geschriebene Bundesordnung, die Angehörigen mussten aber die Kernsätze des Bundes kennen. Form des Zusammenlebens war eine Art Basisdemokratie, im Bundesthing waren alle Stammesführer stimmberechtigt; die Stämme hielten eigene Things ab. 1927 erwarb der Bund bei Döffingen (Kreis Böblingen) eine große Heidefläche auf einem Berg. Hier, auf dem „Jugendland“, entstand das Bundesheim im Blockhausstil. Schnauz war Hauptfeldmeister des Bundes.
1929 gründete Schnauz am Teufelssee im Grunewald der Jungenstamm „Braune Bären Berlin“ (kurz: BBB-Stamm). Auf seine Initiative hin entstand auch ein berittener Stamm „Grauer Reiter“ in Soldin. Zuvor war Schnauz schon Stammesfeldmeister im Stamm „Jukasjärvi“ in Stuttgart. Der Stammesname rührt von einer Großfahrt im August 1928 her, die Schnauz mit einigen Kameraden in das schwedische und norwegische Lappland unternommen hatte.
Im August 1934 fand das letzte Bundestreffen, bereits in der Illegalität, auf dem Jugendland statt, an dem fast alle Bundesangehörigen teilnahmen. Kurz darauf kam der letzte Bundesbefehl heraus, der die Selbstauflösung anordnete; das gesamte Inventar wurde vernichtet, die Heime verbrannt. Zwei Stämme widersetzten sich dem Befehl und lösten sich nicht auf. Der „Graue Reiter“ in Soldin ritt auch weiterhin am helllichten Tag in voller Sturmtruppkluft durch den Ort. Nachdem sie zum Militär eingezogen wurden, fielen alle Mitglieder an der Ostfront. Der „Braune-Bären-Stamm“ beschloss, sich zu tarnen, und trat unter dem Namen „Technische Bereitschaft“ als Stabjungenzug dem Jugendbann 155 des Jungvolks in Berlin-Kreuzberg bei. Das Abzeichen war die längshalbierte Pfeillilie des Sturmtrupps, die als wikingischer Enterhaken ausgegeben wurde. Noch bis 1939 wurde den zuverlässigsten Jungen das Pfadfinderversprechen abgenommen. Als Schnauz von einem ehemaligen Bündischen in der Reichsjugendführung über seine bevorstehende Verhaftung gewarnt wurde, kam er dieser zuvor, in dem er sich freiwillig zum Militärdienst meldete. Daraufhin löste sich auch diese Zelle geheimer bündischer Arbeit auf ein vorbereitetes Stichwort hin auf.
Bei seinem Studium an der Kunstgewerbeschule in Stuttgart saßen Schnauz und Eberhard Koebel (tusk) in derselben Klasse, wie bereits oben bemerkt wurde. Wenn auch sehr verschieden im Wesen, hatten sie doch durch die beiderseitige Zugehörigkeit zur Jugendbewegung viel Gemeinsames; besonders als Schnauz Gelegenheit hatte, 1927 mit tusk auf Lapplandfahrt zu gehen, verstärkte sich die Freundschaft. Dies wirkte sehr befruchtend auf beide und sie haben ihre beiderseitigen Erfahrungen in ihren Gruppen nutzbar gemacht – auch als beide 1928 beziehungsweise 1929 nach Berlin gingen. Sie trafen sich immer wieder und erst als der von tusk eingeschlagene Kurs zu sehr nach links schwenkte, wurde die Verbindung lockerer.
Nach der Verhaftung tusks wegen „Zersetzung des Jungvolks und der Hitlerjugend“ am 18. Januar 1934 trat dessen Mutter an Schnauz heran, sich für dessen Entlassung in Berlin einzusetzen, was ihm schließlich gelang. Schon auf dem Weg in die Emigration nach Schweden besuchte tusk Schnauz zum Dank auf einem illegalen Pfadfinderlager der „Braunen Bären“ und „Grauen Reiter“ an der Havel. Die Verbindung riss nie ab. Noch kurz vor tusks Tod im Jahre 1955 trafen sie sich in Stuttgart.

### Nach 1945
Nach seiner Rückkehr aus der Kriegsgefangenschaft versuchte Erich Mönch sofort wieder Jungengruppen aufzubauen. Daraus entstand in Zusammenarbeit mit seinem Schüler Gernot Huber (Pfadfindername „Otter“) der „Tübinger Bund“, der bald darauf im Bund Deutscher Pfadfinder (BDP) aufging. Damit begann ein Lebensabschnitt, der ihn unter seinem alten Pfadfindernamen „Schnauz“ in der gesamten Jugendbewegung Deutschlands und darüber hinaus bekannt machte. Er war neun Jahre Landesfeldmeister, arbeitete maßgeblich an der Bundesordnung des BDP sowie an der Bundeszeitschrift Jungenleben mit. Hierfür schrieb er unzählige Artikel, auch die graphische Gestaltung lag maßgeblich in seinen Händen.
1952 wird der Gau „Grauer Reiter“ gegründet, den Schnauz durch seine starke musische Veranlagung bestimmend prägt. Nach tief greifenden Differenzen entsteht 1956 die Pfadfinderschaft Grauer Reiter, deren erster Bundesführer Schnauz wird. Weit über seinen Bund hinaus wirkten die von ihm angeregten und organisierten überbündischen Treffen. Durch seine Freundschaft und guten Verbindungen zu den meisten Führern der großen Bünde wurden die Treffen auf dem Hohenkrähen und, ein Jahr später, auf der Burg Waldeck, zu einem großen Erfolg. Beim Meißnertreffen 1963 war Schnauz wieder maßgeblich an der Gestaltung der Werkgilden beteiligt. 1961 trat er als Bundesführer zurück und widmete sich nun voll und ganz der Bundesschrift „Der Graue Reiter“.
Das sechste überbündische Treffen zu Pfingsten 1977 auf dem Allenspacher Hof konnte er nur noch von seinem Krankenlager aus helfend vorbereiten, sein Wunsch daran teilzunehmen ging nicht mehr in Erfüllung. Zwei Tage vor Beginn des Treffens starb er unerwartet in seinem Heim in Unterjesingen. Am Pfingstmontag 1977 trugen ihn sechs Graue Reiter zu Grabe, Abordnungen der Bünde vom Lager gaben ihm das letzte Geleit. Der Graue Reiter nahm damit Abschied von einem Menschen, dessen Name vor allem aus der Jugendbewegung nach dem Zweiten Weltkrieg nicht mehr wegzudenken ist. Seine Ideen, die zunächst im Grauen Reiter in die Tat umgesetzt wurden, fanden in vielen Bünden Nachahmung und wurden später auch mit eigenem Leben erfüllt. Für den Grauen Reiter im Besonderen war er seit der ersten Stunde Promotor und Mentor, ohne Schnauz wäre er gar nicht entstanden. Seine Lebensgeschichte ist ab den 1950er Jahren so eng mit derjenigen der Pfadfinderschaft Grauer Reiter verwoben, dass die Lücke, die er bei ihr hinterlassen hat, niemals geschlossen werden konnte.